# Вазуза
Вазу́за (рос. Вазуза) — річка, права притока Волги, у Смоленській та Тверській областях Росії. Належить до внутрішнього безстічного басейну Каспійського моря.

## Географія
Довжина — 162 км, площа басейну — 7 120 км².

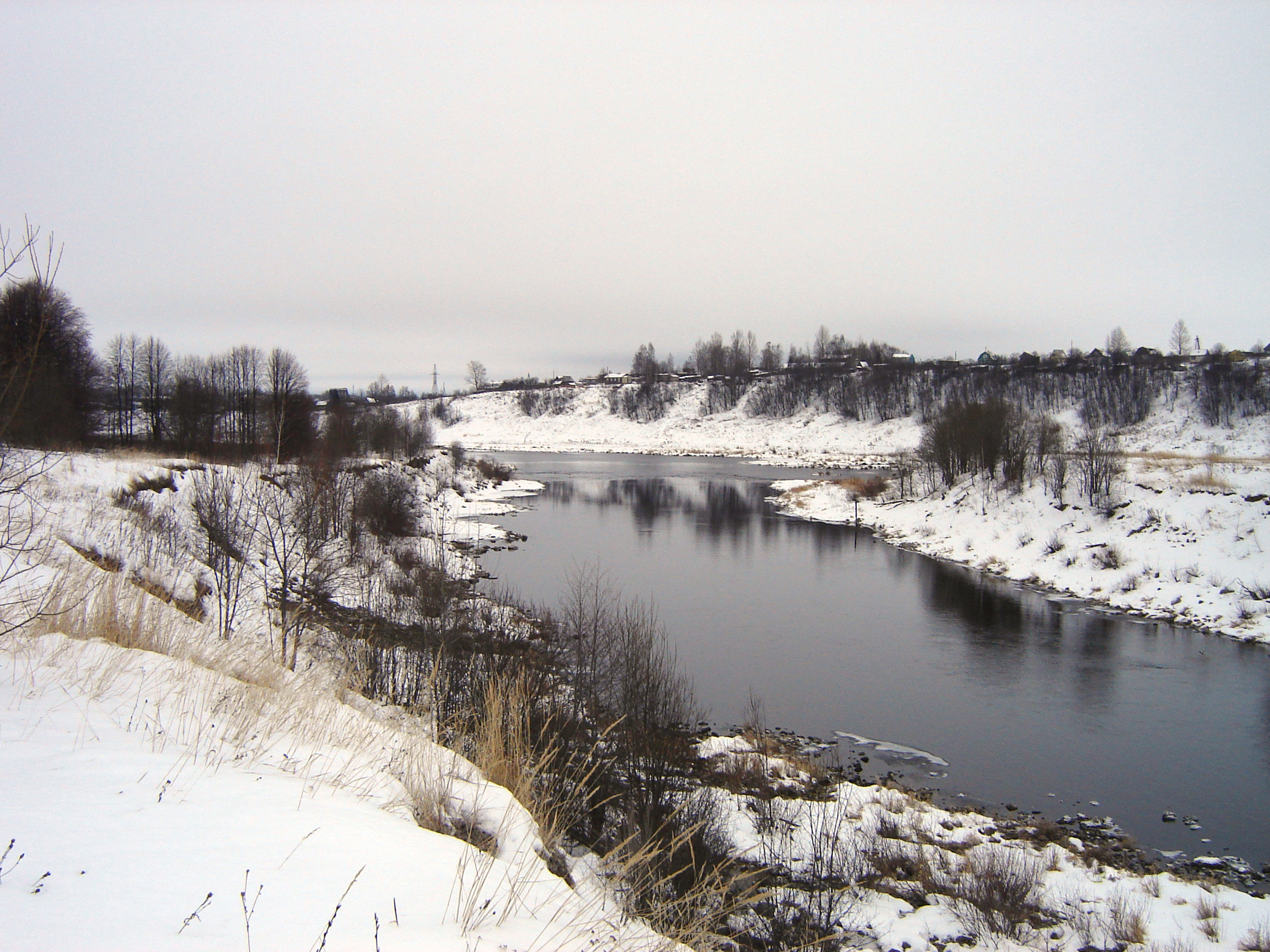
Вазуза перед містом Зубцов, після греблі водосховища

Річка має витоки на північних схилах Смоленської височини (Смоленсько-Московська височина), поблизу села Мар'їно, Вяземського району. Тече у північному — північно-східному напрямку, територією Вяземського, Новодугинського, Сичовського районів Смоленської області та Зубцовського району Тверської області і біля міста Зубцов впадає у Волгу з правого берега.
У верхній течії має досить широку долину, поблизу міста Сичовка прорізає виходи вапняків, звужується, подекуди стає порожистою. Замерзає у листопаді, розкривається на початку квітня. Швидкість течії помірна і становить 0,3-0,5 м/с. Середньорічна витрата води біля села Пашутіно (Зубцовський район) — 39 м³/с (за 5 км від гирла).
Біля гирла, за три кілометри вище Зубцова побудована гребля Вазузького водосховища, яке затопило порожисту частину Вазузи до гирла річки Лосьміни біля міста Сичовка і всю нижню течію правої притоки — річки Гжать. Вода водосховища використовується для водопостачання міста Москви.

## Притоки
Річка Вазуза приймає більше десятка малих та середніх приток. Найбільші із них (від витоку до гирла):
| Назва притоки | Довжина,(км) | Площа водозбірного басейну,(км²) | Відстань від гирла Вазузи,(км) | Витрата води,(м³/с) |
| ліві притоки  | ліві притоки | ліві притоки                     | ліві притоки                   | ліві притоки        |
| ------------- | ------------ | -------------------------------- | ------------------------------ | ------------------- |
| Лосьміна      | 49           | 421                              | 69                             |                     |
| Осуга         | 100          | 1 290                            | 11                             | 8,7                 |
| праві притоки |              |                                  |                                |                     |
| Касня         | 107          | 1 480                            | 62                             |                     |
| Гжать         | 67           | 2 370                            | 45                             |                     |
| Шешма         | 39           | 193                              | 1                              |                     |

## Населенні пункти
На річці розташовані міста Сичовка та Зубцов.